# Calliphona alluaudi
Calliphona alluaudi är en insektsart som beskrevs av Bolívar, I. 1893. Calliphona alluaudi ingår i släktet Calliphona och familjen vårtbitare. Inga underarter finns listade i Catalogue of Life.
Denna insekt förekommer endemisk på Gran Canaria som ingår i Kanarieöarna (Spanien). Den lever i kulliga regioner och bergstrakter mellan 300 och 1300 meter över havet. Exemplaren vistas i skogar och de besöker odlingsmark samt trädgårdar. Larverna hittas ofta mellan våren och sensommaren men även under andra årstider. De sitter vanligen på örter och buskar som är upp till två meter höga. Typiska släkten som besöks är Oxalis, molkesläktet, snokörtssläktet och Rumex lunaria.
Beståndet hotas av bränder och kanske av landskapsförändringar. Hela utbredningsområdet är maximal 718 km² stort. IUCN kategoriserar arten globalt som starkt hotad.